# Bataille de Kumché
Insurrection de Boko Haram
La bataille de Kumché a lieu le 24 février 2016 pendant l'insurrection de Boko Haram.

## Déroulement
Le 11 février 2016, l'armée camerounaise entre pour la première fois au Nigeria et s'empare de la ville Ngoshe le 15 après une première bataille contre les djihadistes de Boko Haram. L'objectif suivant est la ville de Kumché. L'assaut est lancé à l'aube du 24 février par l'armée nigériane et un millier de soldats camerounais du Bataillon d'intervention rapide (BIR) et d'un bataillon intervenant dans le cadre de la force mixte multinationale. En quelques heures la ville est prise.
Le 27 février, l'armée camerounaise déclare que les pertes sont de deux morts dans ses rangs — causées par l'explosion d'une mine — et que 92 djihadistes ont été tués. Elle annonce également avoir libéré 850 villageois,.